# Brje
Brje falu Szlovéniában, a Goriška statisztikai régióban, a Vipava-völgyben, a Vipava bal partján. Közigazgatásilag Ajdovščinához tartozik. A faluhoz tizenegy településrész tartozik, melyek a következők: Kasovlje, Nečilec, Most, Kodrovi, Pečenkovi, Martini, Mihelji, Žulji, Cinki, Furlani és Sveti Martin.
A falu templomát Szent Cirill és Metód tiszteletére emelték és a Koperi egyházmegyéhez tartozik. A falu másik templomát Szent Márton tiszteletére emelték a Sveti Martin településrész közelében egy hegytetőn. A településrész a templomról kapta nevét.

## Fordítás
- Ez a szócikk részben vagy egészben  a   Brje című angol Wikipédia-szócikk ezen változatának fordításán alapul.  Az eredeti cikk szerkesztőit annak laptörténete sorolja fel. Ez a jelzés csupán a megfogalmazás eredetét és a szerzői jogokat jelzi, nem szolgál a cikkben szereplő információk forrásmegjelöléseként.